# مسجد كامبونج مابول
مسجد كامبونج مابول يقع المسجد في منطقة كامبونج مابول، والتي يقع على بعد حوالي تسعة وثلاثين كيلومتر من بيكان توتونج في بروناي، تم بناء المسجد على موقع أرض مساحتها 0.25 فدان، والذي تم تمويله من قبل المجلس الديني الإسلامي قي بروناي دار السلام .

## الافتتاح
افتتح مسجد كامبونج مابول رسميا من قبل الأستاذ الحاج تاسيم بن أكيم سكرتير المجلس الديني الإسلامي في ذلك الوقت، ومن بين التسهيلات المتاحة في المسجد وجود مولد ومحرك يخدم المسجد والبلدة.